# 98号美国国道
98号美国国道（英語：U.S. Route）是一条东西方向的美国国道。该公路连接了佛罗里达州棕榈滩和密西西比州亚当斯县，全长964英里。